# ライムント・ハヴニス
ライムント・ハヴニス（Raymund Havenith, 1947年7月17日 - 1993年7月15日）は、ドイツのピアノ奏者。
アーヘン出身。ケルンでギュンター・ルートヴィヒ、ジュネーヴでルイ・ヒルトブラントの各氏にピアノを学ぶ。1975年にロンドンでデビューを果たし、1977年にはベルリン・フィルハーモニー管弦楽団と共演を果たす。1986年からフランクフルト音楽・舞台芸術大学のピアノ科教授。
ウージンゲンにて没。